# Искандеров, Казимир Ибрагимович
Казимир (Каземир) Ибрагимович Искандеров (25 февраля 1980, Махачкала, Дагестанская АССР, РСФСР, СССР) — российский армрестлер, чемпион мира.

## Спортивная карьера
Армрестлингом занимается с 1998 года. В 2003 году в Канаде стал чемпионом мира на левой руке, а на правой стал вторым. В 2004 году на чемпионате мира в ЮАР одержал победу на правой руке, а на левой руке стал третьим. В 2006 году стал серебряным призёром на правой руке чемпионата мира в Манчестере. Трехкратный обладатель Кубка мира. Пятикратный чемпион Санкт-Петербурга. В январе 2022 года стал чемпионом Дагестана.

## Личная жизнь
В 1996 году окончил среднюю школу № 5 в Махачкале. В 2000 году окончил Дагестанский автодорожный техникум. В 2007 году окончил Юридический институт права и управления в Москве.